# Hardwired (песня)
Hardwired — первый сингл американской группы Metallica из десятого студийного альбома Hardwired...To Self-Destruct. Песня была выпущена на радио и для цифрового скачивания 18 августа 2016.
Песня впервые была исполнена вживую на стадионе U.S. Bank Stadium 20 августа 2016 года. В 2017 году «Hardwired» номинировалась на Грэмми в номинации «Лучшая рок-песня».

## О песне
Песня исполняется в темпе 185 ударов в минуту, основной гитарный рифф играется переменным штрихом в сплетении с приёмом "даунстрок", что делает песню сложной в исполнении.
Текст песни повествует о цивилизации, охваченной паранойей, болью и безумием. Пессимистичные темы, затронутые в треке, продолжаются на протяжении большей части альбома, и некоторые сочли «Hardwired» высказыванием о геополитическом положении в мире в то время, особенно в связи с результатами президентских выборов в США в 2016 году. Ульрих заявил, что смысл песни заключается в убеждении, что выбор, который делает человек, является частью его личности. Однако он также отметил, что смысл текста был задуман как неоднозначный, и люди могут интерпретировать его по-своему.

## Музыкальный клип
Музыкальный клип был выпущен 18 августа 2016. Режиссёрами стали Колин Хейкс и «The Artist», а съёмки проходили в средней школе в Сан-Рафеле, Калифорния. В чёрно-белом клипе Metallica исполняет песню в темноте под быстро мигающими стробоскопами, а камера непрерывно вращается вокруг участников группы.

## Список композиций
| №  | Название    | Длительность |
| -- | ----------- | ------------ |
| 1. | «Hardwired» | 3:11         |

## Критика
Стиль трека во многом схож с более ранними работами Metallica 1980-х. Джо ДиВита из Loudwire отметил «головокружительный темп» и «быстрые гитарные партии», а Чак Армстронг сравнил эту песню с предыдущими композициями группы «Motorbreath», «Fight Fire With Fire» и «Damage, Inc.». Дом Лоусон из The Guardian описал риффы «Hardwired» как «острые и брутальные».
Редакция Spin поставила трек на 66-е место в списке лучших песен 2016 года. Тейлор Берман заявил, что «в этой песне есть всё, что вы надеетесь услышать в песне Metallica». Уокеннелл написал, что эта песня представляет собой «шквал впечатляющих, но откровенных» текстов, в которых чувствуется агрессия, которой, по его мнению, не хватало в последних песнях группы.

## Участники записи
- Джеймс Хетфилд — ритм-гитара, вокал
- Ларс Ульрих — ударные
- Кирк Хэмметт — соло-гитара
- Роберт Трухильо — бас-гитара

## Позиции в чартах
| Чарт (2016)                                  | Позиция |
| -------------------------------------------- | ------- |
| Австралия (ARIA)                             | 70      |
| Бельгия/Фландрия (Ultratip Bubbling Under)   | 15      |
| Canada Digital Songs (Billboard)             | 32      |
| Canada Rock (Billboard)                      | 17      |
| Чехия (Singles Digitál Top 100)              | 99      |
| Финляндия (Latauslista Download)             | 17      |
| Франция (SNEP)                               | 164     |
| Mexico Ingles Airplay (Billboard)            | 34      |
| Португалия (AFP)                             | 51      |
| Шотландия (OCC Scotland)                     | 63      |
| Словакия (Singles Digitál Top 100)           | 87      |
| Швеция (Sverigetopplistan)                   | 72      |
| Великобритания (OCC UK Singles)              | 186     |
| Великобритания (OCC UK Rock & Metal)         | 3       |
| США (Billboard Bubbling Under Hot 100)       | 19      |
| США Digital Song Sales (Billboard)           | 39      |
| США (Billboard Hot Rock & Alternative Songs) | 9       |
| США (Billboard Rock & Alternative Airplay)   | 13      |

## Сертификация
| Регион                                                                      | Сертификация | Продажи |
| --------------------------------------------------------------------------- | ------------ | ------- |
| Австралия (ARIA)                                                            | Золотой      | 35 000  |
| Бразилия (ABPD)                                                             | Золотой      | 30 000  |
| США (RIAA)                                                                  | Золотой      | 500 000 |
| Данные о продажах + прослушиваниях приведены только на основе сертификации. |              |         |